# Palestine (Ohio)
Palestine és una població dels Estats Units a l'estat d'Ohio. Segons el cens del 2000 tenia 170 habitants.

## Demografia
Segons el cens del 2000, Palestine tenia 170 habitants, 57 habitatges, i 45 famílies. La densitat de població era de 437,6 habitants/km².
Dels 57 habitatges en un 50,9% hi vivien nens de menys de 18 anys, en un 57,9% hi vivien parelles casades, en un 5,3% dones solteres, i en un 19,3% no eren unitats familiars. En el 14% dels habitatges hi vivien persones soles el 7% de les quals corresponia a persones de 65 anys o més que vivien soles. El nombre mitjà de persones vivint en cada habitatge era de 2,98 i el nombre mitjà de persones que vivien en cada família era de 3,26.
Per edats la població es repartia de la següent manera: un 31,2% tenia menys de 18 anys, un 8,8% entre 18 i 24, un 34,7% entre 25 i 44, un 8,8% de 45 a 60 i un 16,5% 65 anys o més.
L'edat mediana era de 37 anys. Per cada 100 dones de 18 o més anys hi havia 105,3 homes.
La renda mediana per habitatge era de 26.250 $ i la renda mediana per família de 36.250 $. Els homes tenien una renda mediana de 0 $ mentre que les dones 0 $. La renda per capita de la població era de 17.983 $. Cap de les famílies estaven per davall del llindar de pobresa.

## Poblacions més properes
El següent diagrama mostra les poblacions més properes.